# Rebola
Rebola és una petita ciutat que es troba a l'illa de Bioko, una illa que forma part del territori marítim de Guinea Equatorial.
En el terreny administratiu Rebola es troba a la província de Bioko Nord, de la qual és una ciutat reconeguda.

## Història
Els natius bubis, que són els habitants de Rebola abans de l'arribada de la colonització espanyola, tenien una societat matrilineal, a diferència de l'organització social patriarcal de la resta de Guinea Equatorial que es van trobar els espanyols.
Segons el cens de l'any 2001 tenia uns 8.259 habitants.

## Descripció
La ciutat té força popularitat entre la població equatoguineana a causa de l'encant del poble en la llunyania que es pot veure des de diversos punts dels seus voltants. Una part de Rebola s'alça sobre un petit turó on hi destaquen les típiques cases equatoguineanes amb les façanes grogues i les teulades de colors vermellosos i marrons, i al damunt de tot del turonet trobem una església des d'on es pot veure tot el poble. També destaca el seu comerç de fruites.

## Personalitats
- Edmundo Bossio Dioko (Rebola, Fernando Poo, 22 de novembre de 1922[4]- febrer de 1975) va ser un polític equatoguineà.
- Juan Balboa Boneke (Rebola, Guinea Espanyola, 9 de juny de 1938 – València, 10 de març de 2014) va ser un escriptor en castellà i polític de Guinea Equatorial.[5]
- Remei Sipi Mayo (Rebola, 1952), coneguda popularment com Tia Remei, és una educadora infantil, escriptora, editora, conferenciant, directora de teatre, investigadora i activista equatoguineana experta en gènere i desenvolupament,[6] destacada per la seva militància en el moviment associatiu de dones afrodescendents.[7][8] Viu a Barcelona des dels 12 anys.